# Orostachys chanetii
Orostachys chanetii là một loài thực vật có hoa trong họ Crassulaceae. Loài này được (H. Lév.) A. Berger miêu tả khoa học đầu tiên năm 1930.